# Karl Erjavec
Karl Viktor Erjavec (* 21. června 1960, Aiseau) je slovinský právník a politik.

## Životopis
Erjavec se narodil v belgickém Aiseau do rodiny přistěhovalců. V roce 1972 se rodina vrátila do Slovinska. V roce 1985 promoval na Právnické fakultě Univerzity v Lublani. Politicky se začal angažovat až po roce 1990.
V roce 1993 vstoupil ke Slovinským křesťanským demokratům. V letech 1995 až 2000 pracoval jako tajemník svého stranického kolegy a slovinského ombudsmana Ivo Bizjaka. V roce 2000 byl Bizjak jmenován ministrem spravedlnosti v Drnovšekově vládě a Erjavec se stal státním tajemníkem ministerstva.
V roce 2004 se Erjavec přidal k Liberální demokracii Slovinska. Těsně před volbami v roce 2004 vstoupil do Demokratické strany důchodců Slovinska (DeSUS). Ve stejném roce byl zvolen do Státního shromáždění. DeSUS se následně stal součástí Janšovy koalice a sám Erjavec se stal ministrem obrany. V roce 2005 byl zvolen předsedou strany DeSUS. Po parlamentních volbách v roce 2008 strana vstoupila do koalice vedené Sociálními demokraty. Erjavec byl jmenován ministrem životního prostředí a územního plánování. V lednu 2010 Erjavec na ministerskou funkci rezignoval, což byl důsledek několikaměsíčního politického tlaku na jeho osobu, který souvisel s neschopností zajistit efektivní systém nakládání s odpady. 2. února 2010 pak premiér Borut Pahor informoval Státní shromáždění, čímž se stala rezignace účinnou. 12. února 2010 byl jmenován nový ministr – Roko Žarnić.
Ve druhé vládě Janeze Janši zastával od 10. února 2012 funkce místopředsedy vlády a ministra zahraničních věcí.